# Falanto (ciudad)
Falanto (en griego, Φάλανγον) es el nombre de una antigua ciudad griega de Arcadia.
Según la mitología griega, su nombre deriva de Falanto, hijo de Agelao y nieto de Estinfelo.
Es citada por Pausanias, que dice que estaba en el camino que iba de Tricolonos a Metidrio, junto al río Helisonte, a unos cien estadios de Tricolonos, en la ladera del monte Falanto y cerca del asentamiento de Anemosa. En sus tiempos, se encontraba en ruinas.